# 하워즈 엔드
《하워즈 엔드》(영어: Howards End)는 1992년 개봉한 로맨틱 드라마 영화이다. 제임스 아이보리가 감독을, 루스 프라워 자브발라가 각본을 맡았다. E. M. 포스터의 동명 소설이 영화의 원작이다. 1992 영국 아카데미상 작품상 수상작이다.

## 줄거리
에드워드 시대 영국에서 헬렌 슈레겔은 윌콕스 가족의 시골집 하워즈 엔드에 머무는 동안 열정적인 순간에 폴 윌콕스와 약혼한다. 슈레겔 가문은 영국-독일계 부르주아지의 지식인 가족인 반면, 윌콕스 가문은 완고한 사업가 헨리가 이끄는 보수적이고 부유한 가족이다. 헬렌과 폴은 곧 약혼을 취소하기로 결정하지만, 그녀는 이미 언니 마거릿에게 전보를 보냈고, 자매의 이모 줄리가 도착하여 소동을 일으키면서 혼란이 일어난다.
몇 달 후 런던에서 윌콕스 가족은 슈레겔 자매의 집 맞은편에 아파트를 얻는데, 그들은 전년에 독일에서 만났던 사이이며, 마거릿은 헨리의 아내인 루스와 다시 교류하기 시작한다. 하워즈 엔드는 루스 소유이며, 그녀의 가족으로부터 물려받은 소중한 어린 시절의 집이다. 두 여인은 윌콕스 부인의 건강이 악화되면서 가까워지고, 마거릿은 알지 못하는 사이에 루스는 죽음의 침상에서 하워즈 엔드를 그녀에게 유증한다. 그러나 윌콕스 가족은 루스가 집을 상대적 낯선 사람에게 남길 것이라고 믿지 않고 비공식적으로 작성된 유언장을 불태운다. 헨리는 마거릿에게 매력을 느끼고, 그녀가 새 집을 찾는 것을 돕고 결국 결혼을 제안하며, 그녀는 이를 받아들인다.
슈레겔 자매는 기원이 불분명한 여성 재키와 함께 사는 자수성가한 젊은 사무원 레너드 바스트와 친구가 된다. 자매는 헨리로부터 레너드가 일하는 보험 회사가 파산 직전이라는 조언을 전한다. 그 결과 레너드는 직장을 그만두고 훨씬 낮은 임금을 받는 직업을 택하지만, 결국 그 직업마저 사라져 실업자가 된다. 헬렌은 나중에 헨리의 조언이 틀렸다는 것을 알고 격분한다. 레너드의 첫 고용주는 완벽하게 건전했지만 그를 재고용하지 않을 것이다.
몇 달 후, 헨리와 마거릿은 헨리의 슈롭셔주 영지에서 딸 이비의 결혼식을 주최한다. 마거릿은 가난한 레너드와 재키와 함께 헬렌이 도착하자 충격을 받는다. 헬렌은 헨리를 그들의 곤경에 책임이 있다고 생각하며 그의 도움을 요구하지만, 재키는 술에 취해 헨리가 몇 년 전의 옛 애인이었다는 것을 폭로한다. 헨리는 간통으로 드러나 부끄러워하지만, 마거릿은 그를 용서하고 바스트 가족을 떠나보내는 데 동의한다. 마거릿이 이제는 혐오하는 남자와 결혼하기로 한 결정에 화가 난 헬렌은 독일로 떠나지만, 배 위에서 레너드에게 매력을 느껴 섹스를 하고 떠난다. 바스트 가족이 무일푼이 될 것을 두려워한 헬렌은 오빠 티비에게 자신의 돈 5000파운드 이상을 주라고 지시하지만, 레너드는 자존심 때문에, 그리고 헬렌에 대한 자신의 감정 때문에 수표를 현금화하지 않고 돌려준다.
마거릿과 헨리는 결혼하여 하워즈 엔드를 마거릿과 그녀의 형제자매의 소지품 보관 장소로 사용하기로 한다. 몇 달 동안 엽서를 통해서만 헬렌의 소식을 듣던 마거릿은 걱정하게 된다. 헬렌은 줄리 이모가 병에 걸리자 영국으로 돌아오지만, 가족들을 만나는 것을 피한다. 헬렌이 정신적으로 불안정하다고 믿은 마거릿은 그녀를 하워즈 엔드로 유인하여 소지품을 가져가게 하고, 헨리와 의사와 함께 자신도 도착하여 헬렌이 임신했음을 알게 된다. 헬렌은 아기를 혼자 키우기 위해 독일로 돌아갈 것을 주장하며 하워즈 엔드에서 하룻밤을 묵을 것을 요청하지만 헨리는 완강히 거절하며 마거릿과 말다툼을 벌인다.
여전히 재키와 함께 불행하게 가난하게 살던 레너드는 헬렌을 처음 만났던 꿈을 꾼다. 그녀를 다시 만나고 싶다는 것을 깨달은 그는 하워즈 엔드로 여행을 떠나 매우 임신한 헬렌과 마거릿, 그리고 헨리의 난폭한 장남 찰스를 발견한다. 레너드가 아기의 아버지라는 것을 깨달은 찰스는 헬렌을 "불명예스럽게" 했다며 그를 폭행하고, 책장이 레너드 위로 무너져 심장마비로 사망한다. 마거릿은 헨리에게 헬렌이 아기를 키우는 것을 돕기 위해 그를 떠날 것이라고 말하고, 헨리는 무너져 경찰 심문에서 찰스를 과실치사 혐의로 기소할 것이라고 말한다.
1년 후, 폴, 이비, 그리고 찰스의 아내 돌리가 하워즈 엔드에 모인다. 헨리와 마거릿은 여전히 함께 헬렌과 그녀의 어린 아들과 살고 있다. 눈에 띄게 나이가 든 헨리는 다른 사람들에게 자신이 죽으면 마거릿이 하워즈 엔드를 상속받아 조카에게 남겨줄 것이라고 말하지만, 마거릿은 헨리의 돈을 전혀 원하지 않으며, 그것은 그의 자녀들 사이에 분배될 것이다. 그녀는 돌리가 마거릿이 집을 상속받는 아이러니를 지적하며 윌콕스 부인의 죽기 전 소원이 집을 그녀에게 남기는 것이었다는 것을 밝히는 것을 엿듣는다. 헨리는 마거릿에게 자신이 옳다고 생각한 대로 행동했다고 말하지만, 그녀는 아무 말도 하지 않는다.

## 출연

### 주연
- 안소니 홉킨스
- 바네사 레드그레이브
- 헬레나 본햄 카터
- 엠마 톰슨

### 조연
- 조셉 베넷
- 프루넬라 스케일즈
- 아드리언 로스 마겐티
- 조 켄들
- 제임스 윌비
- 젬마 레드그레이브

## 기타
- 원작자: E.M. 포스터
- 공동제작: 앤 윈게이트
- 미술: 루치아나 아리기
- 의상: 제니 비번
- 의상: 존 브라이트
- 배역: 셀레스탸 폭스